# Асаликент
Асаликент (лезг. Асалдхуьр, Асалар) — село в Сулейман-Стальском районе республики Дагестан. Входит в состав сельсовета «Испикский».

## География
Расположено в 5 км к югу от районного центра села Касумкент.

## Население
| 1895 | 1926 | 1939 | 1970 | 1989 | 2002 | 2010 |
| ---- | ---- | ---- | ---- | ---- | ---- | ---- |
| 318  | ↗339 | ↘310 | ↘230 | ↘185 | ↗319 | ↗324 |
| 2021 |      |      |      |      |      |      |
| ↘323 |      |      |      |      |      |      |